# Протасовичі
Протасовичі, Протасевичі - шляхетський рід гербу Яструбець

Герб Яструбець

## Історія
Рід Протасовичів походить з пінського боярства. Відомі з 1470-х років, коли отримали від княгині Марії землі у с. Могильне і Вороцевичі.
Основні земельні володіння мали на Поліссі, у Новогрудському воєводстві.
Він назви маєтку Острівок деякі представники роду звались Протасевичі-Островські.

## Представники
Найвідоміші представники роду:
- Іона Протасевич († 1577) - Митрополит Київський, Галицький і всієї Русі
- Валер'ян Протасевич (1505-1579) - державний, освітній та релігійний діяч Великого князівства Литовського. Єпископ Луцький Римсько-Католицької Церкви. Засновник Віленського єзуїтського колегіуму, з якого 1578 постав Віленський університет.
- Ян Протасович († 1608) - поет та перекладач у Великому князівстві Литовському
- Ян Протасевич († 1632) - писар Новогрудський, посол у сеймі